# 인천청람초등학교
인천청람초등학교는 대한민국 인천광역시 서구에 있는 공립 초등학교이다.

## 학교 연혁
- 2013.02.23 인천청람초등학교 준공
- 2013.03.04 초대 박병렬 교장 취임
- 2013.03.04 인천경명초등학교에서 분리 개교, 15학급(297명)
- 2013.03.04 제1회 입학식(신입생 57명) 및 시업식
- 2013.03.07 제1회 병설유치원 4학급 개원(93명)
- 2013.11.01 개교기념식
- 2014.02.14 종업식 및 제1회 졸업식(68명)
- 2014.03.03 시업식(2~6학년 288명), 1학년 입학식(95명)
- 2014.04.25 유치원 놀이터 신축공사
- 2014.05.04 운동장 전체 천연잔디 식재
- 2014.05.12 청람관 빔 프로젝트 설치
- 2014.12.12 청람 스위트펄 합창단 창단
- 2015.02.13 종업식 및 제2회 졸업식(졸업생 54명)
- 2015.03.02 시업식, 입학식(입학생 93명)
- 2023.12.31 노희재 중국 남경으로 주제원 때문에 난징국제학교로 전학 감